# Chrôh Pơnan
Chrôh Pơnan hay Chơ Rô Pơ Nan là một xã cũ thuộc huyện Phú Thiện, tỉnh Gia Lai, Việt Nam.

## Địa lý
Xã Chrôh Pơnan nằm ở phía Đông nam của huyện Phú Thiện, cách trung tâm huyện Phú Thiện 14km.
- Phía Bắc giáp xã Ia Peng
- Phía Nam và Tây giáp xã Ia Hiao
- Phía Đông giáp xã Ia Yeng và huyện Ia Pa

## Lịch sử
Xã Chrôh Pơnan được thành lập theo Nghị Định số: 98/2006/NĐ-CP ngày 15 tháng 11 năm 2006 của Chính phủ trên cơ sở chia tách Ia Hiao thành 2 xã Chrôh Pơnan và xã Ia Hiao.
Theo Nghị quyết số 1664/NQ-UBTVQH15 ra tháng 6 năm 2025, sáp nhập tỉnh Bình Định vào tỉnh Gia Lai. Giải thể huyện Phú Thiện, sáp nhập 3 xã của huyện: Chrôh Pơnan, xã Ia Hiao và xã Ia Peng thành xã Ia Hiao mới.

## Hành chính
Xã có 5 thôn, làng gồm: Yên Phú 1, Yên Phú 2, Sômalơng A, Sômalơng B, Chrôh Pơnan.